# Córdoba Open 2019
Córdoba Open 2019 byl tenisový turnaj mužů na profesionálním okruhu ATP Tour, hraný v areálu Estadio Mario Alberto Kempes na otevřených antukových dvorcích. Probíhal mezi 4. až 10. únorem 2019 v argentinské Córdobě jako premiérový ročník turnaje. V kalendáři nahradil antukový Ecuador Open Quito a nahradil jej ve čtyřdílné jihoamerické sérii Golden Swing.
Turnaj se řadil do kategorie ATP Tour 250. Do dvouhry nastoupilo dvacet osm hráčů a ve čtyřhře startovalo šestnáct párů. Celkový rozpočet činil 589 680 eur. Nejvýše nasazeným hráčem ve dvouhře se stal patnáctý tenista světa Fabio Fognini z Itálie, jenž dohrál ve druhém kole na raketě Bedeneho. Jako poslední přímý účastník do singlové soutěže nastoupil 107. hráč žebříčku Ital Lorenzo Sonego.
Premiérový titul na okruhu ATP Tour vybojoval 25letý Argentinec Juan Ignacio Londero, který v předchozí kariéře odehrál jen tři hlavní soutěže turnajů ATP v Bogotě 2013 a 2014 a Bastadu 2018, a vždy prohrál v úvodním kole. Druhou společnou trofej ze čtyřhry ATP si odvezl česko-argentinský pár Roman Jebavý a Andrés Molteni.

## Rozdělení bodů
| Soutěž  | vítězové | finalisté | semifinalisté | čtvrtfinalisté | 16 v kole | 32 v kole | Q  | Q2 | Q1 |
| ------- | -------- | --------- | ------------- | -------------- | --------- | --------- | -- | -- | -- |
| dvouhra | 250      | 150       | 90            | 45             | 20        | 0         | 12 | 6  | 0  |
| čtyřhra | 250      | 150       | 90            | 45             | 0         | —         | —  | —  | —  |

### Finanční odměny
| Soutěž                              | vítězové | finalisté | semifinalisté | čtvrtfinalisté | 16 v kole | 32 v kole | Q2     | Q1     |
| ----------------------------------- | -------- | --------- | ------------- | -------------- | --------- | --------- | ------ | ------ |
| dvouhra                             | €90 990  | €49 205   | €27 175       | €15 435        | €8 880    | €5 320    | €2 555 | €1 280 |
| čtyřhra                             | €29860   | €15 300   | €8 290        | €4 740         | €2 780    | —         | —      | —      |
| částka ve čtyřhře je uvedena na pár |          |           |               |                |           |           |        |        |

## Dvouhra mužů

### Nasazení
| Stát                          | Hráč                | ATP | Nasazení |
| ----------------------------- | ------------------- | --- | -------- |
| Itálie                        | Fabio Fognini       | 15. | 1.       |
| Itálie                        | Marco Cecchinato    | 19. | 2.       |
| Argentina                     | Diego Schwartzman   | 20. | 3.       |
| Španělsko                     | Pablo Carreño Busta | 23. | 4.       |
| Chile                         | Nicolás Jarry       | 41. | 5.       |
| Tunisko                       | Malek Džazírí       | 43. | 6.       |
| Argentina                     | Leonardo Mayer      | 49. | 7.       |
| Argentina                     | Guido Pella         | 60. | 8.       |
| Žebříček ATP k 28. lednu 2019 |                     |     |          |

### Jiné formy účasti
Následující hráčí obdrželi divokou kartu do hlavní soutěže:
- Carlos Berlocq
- Juan Ignacio Londero
- Thiago Seyboth Wild

Následující hráči postoupili z kvalifikace:
- Facundo Bagnis
- Pedro Cachín
- Alessandro Giannessi
- Andrej Martin

Následující hráči postoupili z kvalifikace jako tzv. šťastní poražení:
- Hugo Dellien
- Paolo Lorenzi

### Odhlášení
před zahájením turnaje
- Taró Daniel → nahradil jej  Lorenzo Sonego
- Cristian Garín → nahradil jej  Hugo Dellien
- Dominic Thiem → nahradil jej  Paolo Lorenzi

### Skrečování
- Pablo Carreño Busta

## Mužská čtyřhra

### Nasazení
| Stát                                                                                   | Hráč              | Stát      | Hráč             | ATP  | Nasazení |
| -------------------------------------------------------------------------------------- | ----------------- | --------- | ---------------- | ---- | -------- |
| Argentina                                                                              | Máximo González   | Argentina | Horacio Zeballos | 64.  | 1.       |
| Brazílie                                                                               | Marcelo Demoliner | Dánsko    | Frederik Nielsen | 109. | 2.       |
| Česko                                                                                  | Roman Jebavý      | Argentina | Andrés Molteni   | 109. | 3.       |
| Salvador                                                                               | Marcelo Arévalo   | USA       | James Cerretani  | 126. | 4.       |
| Žebříček ATP k 28. lednu 2019; číslo je součtem žebříčkového postavení obou členů páru |                   |           |                  |      |          |

### Jiné formy účasti
Následující páry obdržely divokou kartu do hlavní soutěže:
- Facundo Argüello /  Pedro Cachín
- Facundo Bagnis /  Guillermo Durán

### Odhlášení
v průběhu turnaje
- Pablo Carreño Busta

## Přehled finále

### Mužská dvouhra
- Juan Ignacio Londero vs.  Guido Pella, 3–6, 7–5, 6–1

### Mužská čtyřhra
- Roman Jebavý /  Andrés Molteni vs.  Máximo González /  Horacio Zeballos, 6–4, 7–6(7–4)